# Grevillea maccutcheonii
Grevillea maccutcheonii là một loài thực vật có hoa trong họ Quắn hoa. Loài này được Keighery & Cranfield miêu tả khoa học đầu tiên năm 1996.